# Drepanicus gayi
Drepanicus gayi is een insect uit de familie van de Mantispidae, die tot de orde netvleugeligen (Neuroptera) behoort. 
Drepanicus gayi is voor het eerst wetenschappelijk beschreven door Blanchard in Gay in 1851.